# Železniško postajališče Birčna vas
Železniško postajališče Birčna vas je eno izmed železniških postajališč v Sloveniji, ki oskrbuje bližnje naselje Birčna vas.